# مورغان جون فوكس
مورغان جون فوكس (بالإنجليزية: Morgan Jon Fox)‏ هو مخرج أمريكي، ولد في 19 يونيو 1979 في ممفيس في الولايات المتحدة.

## وصلات خارجية
- مورغان جون فوكس على موقع IMDb (الإنجليزية)
- مورغان جون فوكس على موقع أول موفي (الإنجليزية)
- مورغان جون فوكس على موقع قاعدة بيانات الفيلم (الإنجليزية)
- مورغان جون فوكس على موقع كينوبويسك (الروسية)